# Yuri Lebid
Yuri Anatolióvich Lebid (en ucraniano: Юрій Анатолійович Лебідь; Sumy, 2 de mayo de 1967) es un militar ucraniano, teniente general y jefe del Departamento Territorial del Este de la Guardia Nacional de Ucrania. Desde el 25 de febrero de 2022 es el Comandante de la Guardia Nacional de Ucrania.

## Biografía
Yuri Lebid nació en Sumy. En 1988 se graduó de la Escuela Superior de Comando de Artillería de Sumy. En 2004 se graduó de la Academia de Defensa Nacional de Ucrania. Pasó de comandante de pelotón a comandante del Regimiento de Propósito Especial Tigre.
Durante el Euromaidán, estuvo al mando del Regimiento Tigre de Tropas Internas, que el 9 de diciembre de 2013 en Vasylkiv rompió el bloqueo de los manifestantes que impedían la llegada de las fuerzas de seguridad a Kiev.
En la primavera de 2014, fue nombrado Jefe Interino del Departamento Territorial del Este de la Guardia Nacional de Ucrania. El 12 de mayo, fue secuestrado en Donetsk por pistoleros desconocidos cuando regresaba a casa del servicio. Fue puesto en libertad una semana después.
El 13 de junio de 2019, el presidente de Ucrania, Volodymyr Zelensky, nombró a Lebid comandante adjunto de la NMU.
El 27 de enero de 2022 fue nombrado Comandante interino, y a partir del 25 de febrero es el Comandante de la Guardia Nacional de Ucrania.

## Reconocimientos
- Orden de Bohdán Jmelnitski de III clase (25 de marzo de 2016) - por el coraje personal y la alta profesionalidad demostrada en la protección de la soberanía estatal y la integridad territorial de Ucrania, servicio militar ejemplar.[9]